# Sarebasa celebris
Sarebasa celebris är en insektsart som beskrevs av William Lucas Distant 1909. Sarebasa celebris ingår i släktet Sarebasa och familjen Lophopidae. Inga underarter finns listade i Catalogue of Life.